# Línea 137 (película)
 Línea 137 es una película documental de Argentina filmada en colores dirigida por Lucía Vasallo sobre el guion de Marta Dillon quien realizó también la investigación. Se estrenó el 16 de abril de 2020 y tiene como título y tema  la línea telefónica habilitada en todo el país por el gobierno en 2016 para escuchar y ayudar a víctimas de violencia familiar así como la de los equipos móviles de ayuda que funcionan en algunas ciudades del país.

## Sinopsis
El documental tiene por título y tema la línea telefónica 137 que fue establecida durante la presidencia de Nestor Kirchner a fines de 2006 para atender en cinco ciudades del país durante las 24 horas del día los 365 días del año a víctimas de violencia doméstica y conectarlos con alguno de los más 240 profesionales que integran las guardias del Programa las Víctimas Contra las Violencias.

## Producción
La película fue declarada de interés por el INCAA, obtuvo su inclusión en el programa Mecenazgo y requirió un trabajo de varios años. Uno de los primeros obstáculos fue la dificultosa obtención de los permisos para filmar dentro de las comisarías, hospitales, tribunales y otras oficinas públicas, incluyendo aquella en la que se canalizan los pedidos de ayuda de las víctimas de violencia doméstica. Ya comenzado el rodaje, el equipo de filmación debió sobreponerse a la angustia de los relatos de las víctimas y al peligro real  corrido al acompañar a los equipos móviles de la línea 137.

## Comentarios
Paraná Sendrós en Ámbito Financiero opinó:

” esta película muestra las rutinas agobiantes de su escaso personal, mayormente femenino, que atiende las llamadas de auxilio, contiene a las personas afectadas y las orienta para alejarse del victimario e iniciar una denuncia en Tribunales…. el conjunto no alcanza la fuerza dramática que merecía. Lo afecta una narración irregular, donde se impone la bajada de línea por sobre la visión misma de los hechos.

Ezequiel Boetti en Página 12 escribió:

”Línea 137 aborda un tema doloroso de manera respetuosa, sin jamás golpear por debajo del cinturón… no focaliza en las víctimas sino en quienes acuden a su rescate, ya sea en un hospital o en el domicilio denunciado, abriendo de paso las puertas a observar algunos momentos de recreo y distención…que no aportan demasiado al núcleo central del relato.

## Premios y nominaciones
Lobo solitario Festival Internacional de Cine de Londres (Lonely Wolf: London International Film Festival)
- Línea 137 ganadora del Premio al Mejor Documental
- Línea 137 nominada al Premio a la Mejor Película en competición.
- Línea 137 nominada al Premio al Mejor Documental Interactivo
- Lucía Vasallo nominada al Premio al Logro Sobresaliente en la dirección de documentales.
- Fernando Marticorena nominado al Premio al Logro Sobresaliente en la Dirección de Fotografía.
- Martín Blousson nominado al Premio al Logro Sobresaliente en la edición, recopilación y uso de archivos.